# Statisch
Een statische situatie is een situatie die niet met de tijd verandert.
Bij een fysiek systeem wordt bedoeld dat dit op macroscopisch niveau geldt, want als met het bewegen van moleculen rekening wordt gehouden zou er nooit een statische situatie bestaan.
In een statische fysieke situatie staat alles stil (in het betreffende inertiaalstelsel), de totale kracht op ieder onderdeel is dan nul.
Bij een star lichaam zijn de onderlinge bewegingen van de massadeeltjes sterk beperkt: het lichaam kan alleen in zijn geheel verschuiven en draaien; een statische situatie blijft statisch als dat niet gebeurt. Dit is het geval als de totale kracht nul is en het totale moment ten opzichte van één willekeurig punt nul is.
Bij een om een as scharnierend lichaam zijn de bewegingen nog verder beperkt, tot een draaiing om die as. Een statische situatie blijft statisch als dat niet gebeurt. Dit is het geval als het totale moment ten opzichte van de as nul is, dat wil zeggen dat het totale moment ten opzichte van een punt op de as geen component in de richting van de as heeft.
Als trillingen, wind, personen die zich in het gebouw verplaatsen, voorwerpen in het gebouw die verplaatst worden e.d. worden verwaarloosd, dan ondergaat een gebouw alleen een statische belasting door de zwaartekracht.
Bij de constructie van het gebouw moet echter ook rekening gehouden worden met de veranderlijke (dynamische) belasting. Bij een brug betreft dit uiteraard ook de voertuigen en personen die eroverheen rijden en lopen.